# 普法尔茨地区希尔施霍恩
普法尔茨地区希尔施霍恩（德語：Hirschhorn/Pfalz），简称希尔施霍恩（德語：Hirschhorn，發音：[ˈhɪʁʃˌhɔʁn] ⓘ），是德国莱茵兰-普法尔茨州凯撒斯劳滕县的市镇，面积3.32平方千米，2023年12月31日人口为740人。